# Дебреценски университет
Дебреценският университет (на унгарски: Debreceni Egyetem, Дебрецени Едетем) е висше училище в град Дебрецен, Унгария.

## История
В Дебрецен висшето образование започва с основаването на Дебреценския калвинистки колеж в 1538 година, който се превръща в един от основните образователни центрове в страната. В 1908 година е основана Калвинистката академия на хуманитарните науки, а в 1912 година е основан Унгарският кралски университет. Университетът включва теологическия, правния и художествения факултет на колежа плюс нов медицински факултет. Обучението започва в 1914 година в старите сгради на колежа. В 1918 година е открита нова сграда за медицинския факултет, като първоначалният му кампус е завършен в 1927 година.
В 1921 година университетът е кръстен на бившия унгарски премиер Ищван Тиса. В 1932 година е завършена основната сграда, която е най-голямата сграда в града и е в еклектичен и необароков стил. В 1949 е създаден отделен факултет за природни науки, който от 1970 година се помещава в новата Химическа сграда.
В 1949/1950 година университетът е реструктуриран от новите комунистически власти. Основната цел е да се раздели на по-малки и по-слабо влиятелни институции и да се отслабят и дори премахнат структури, които не пасват на политическата конюнктура. Богословският факултет е върнат в Калвинисткия колеж, Медицинският факултет става отделен университет (до 2000 г.), Правният факултет е закрит, а някои преподаватели са уволнени. Катедрите по английска, френска, немска и класическа филология са закрити, а катедрата по руска филология е драстично уголемена. Преподаването на западни езици е възобновено в 1956 година, а на италиански едва в 90-те години на XX век.
В 1952 Художественият факултет и Факултетът за природни науки променят името си на Университет „Лайош Кошут“, което е запазено до 2000 година.
На 1 януари 2000 година колежите и университетите на окръг Хайду-Бихар – Селскостопанският университет, Университетът „Лайош Кошут“ и Медицинският университет са обединени. След тези събития Дебреценският университет има пет университетски и три колежански факултета с 20 000 студенти. По-късно към него са присъединени и Дебреценската консерватория и факултетите на университета в Хайдубьосьормен и Ниредхаза.
Дебреценският летен университет, основан в 1927 година, също ползва сградите на университета, макар и на теория да е независим. Летният университет предлага целогодишно обучение по унгарска култура и унгарски език на чужденци.
Най-популярното списание на университета е „Egyetemi Élet“ (Университетски живот), а водещата студентска онлайн медия е www.egyetemportal.hu.

## Структура

### Факултети и колежи
- Аграрен факултет
- Художествен факултет
- Факултет за дентална медицина
- Икономически факултет
- Общомедицински факултет
- Факултет по информатика
- Правен факултет
- Факултет по музика
- Факултет по фармакология
- Научен факултет
- Факултет Обществено здраве
- Инженерен факултет
- Педагогически колеж

### Кампус
Университетът има два големи кампуса и двата в Дебрецен – старият основен кампус, в който са разположени повечето сгради на катедрите по изкуства, наука, информатика, медицина, музика и ботаническата градина и новият кампус на улица „Касаи“, в който са повечето сгради на правния и икономическия факултет. Освен тези два кампуса университетът разполага със сгради, пръснати из целия град като катедрата по физика и Института за ядрени изследвания на Унгарската академия на науките или Аграрния факултет.

### Библиотека
Библиотеката на Дебреценския университет е най-голямата университетска библиотека в Унгария и заедно с Националната библиотека Сечени в Будапеща е една от двете национални библиотеки в страната. Библиотеката разполага с над 6 милиона тома литература.

## Известни студенти и преподаватели
- Ендре Ади, поет (1877 – 1919)
- Янош Аран, писател и поет (1817 – 1882)
- Дежьо Балтазар, калвинистки епископ (1871 – 1936)
- Ежаяш Будаи, преподавател по хуманитарни науки и теология (1766 – 1841)
- Михай Чоконаи Витез, поет (1773 – 1805)
- Пал Ембер Дебрецени, свещеник (? – 1710)
- Самуел Диосеги, свещеник, ботаник (1760 – 1813)
- Лайош Домокош, съдия и писател (1728 – 1803)
- Михай Фазекаш, писател, ботаник (1766 – 1828)
- Ищван Хатвани, математик (1718 – 1786)
- Ендре Хьодеш, физик (1847 – 1906)
- Ференц Керекеш, химик и математик (1799 – 1850)
- Ференц Кьолчеи, поет и политик (1790 – 1838)
- Имре Лакатос, математик и философ (1922 – 1974)
- Йозеф Лугоши, лингвист (1812 – 1884)
- Ференц Медеши, скулптор (1881 – 1958)
- Жигмонд Мориц, писател (1879 – 1942)
- Алфред Рени, математик (1921 – 1970)
- Магда Сабо, писателка (1917 – 2007)
- Шандор Салаи, физик (1909 – 1987)
- Андор Сентивани, физик (1926 – 2005)
- Ищван Веспреми, физик (1723 – 1799)

## Галерия
- Основната сграда.
- Обсерваторията.
- Статуя на Ищван Тиса.